# Dombrock

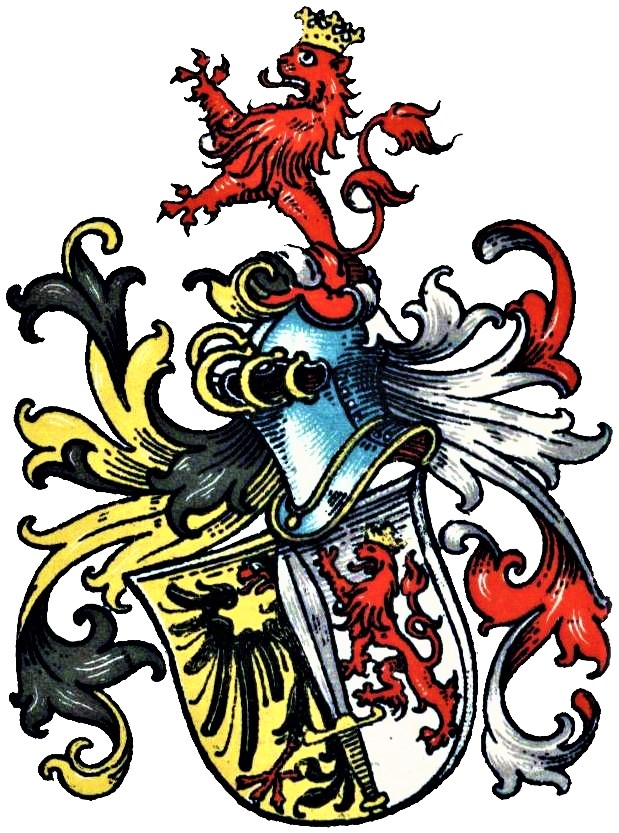
Wappen derer von Dombrock im Wappenbuch des Westfälischen Adels

Dombrock (auch: Dombroick o. ä.) ist der Name eines aus den Niederlanden stammenden, später auch in Westfalen ansässigen Adelsgeschlechts.

## Geschichte
Das Geschlecht stammt ursprünglich aus Holland. Johann Melchior von Dombrock († 1658), Sohn von Johann Donat von Dombrock, Herr zu St. Job int Goor, und Helena von Elst, heiratete 1630 Gräfin Anna Sophia von Limburg-Styrum und Bronkhorst (1602–1669), Tochter von Jobst von Limburg-Styrum (1560–1621) sowie Witwe des Johann von Morrien (1597–1628), dessen Stallmeister Johann Melchior zuvor gewesen war. Durch die 1663 eingegangene Ehe des Sohns Johann Franz von Dombrock mit einer Erbtochter der Herren von Hugenpoth zu Haus Stockum, Anna Gertrud Elsbein von Hugenpoth, kamen die Dombrock kurz vor 1700 in den Besitz von Haus Bögge, einem Rittergut in Bönen im heutigen Kreis Unna. Auch Haus Northof in Hamm-Pelkum fiel dadurch an die Herren von Dombrock. Die Eheleute Dombrock-Hugenpoth hatten mindestens einen Sohn und eine Tochter. Sohn Johann Diederich von Dombrock zu Bögge und Northoff heiratete Wilhelmine Mechtilde von Ascheberg, Tochter von Heinrich von Ascheberg zu Heidhoff und Anna Maria von Goy zu Brock. Die Eheleute hatten sieben Kinder, u. a. Friedrich Wilhelm und Johann Theodor. 1785 versteigerte die Familie Haus Bögge an Heinrich Ludwig Gisbert von Plettenberg-Stockum.

## Wappen
Blasonierung: Der Schild durch ein pfahlweise gestelltes silbernes Schwert mit goldenem Griff gespalten. Rechts in Gold ein an das Schwert gelegter, halber schwarzer Adler, links in Silber ein roter gekrönter Löwe. Auf dem rot-golden-schwarz bewulsteten Helm der wachsende gekrönte Löwe. Die Helmdecken sind rechts schwarz-golden und links rot-silbern.